# Олів'є Капо
Нарсі́сс Олів'є́ Капо́-Обу́ (фр. Narcisse Olivier Kapo-Obou, нар. 27 вересня 1980, Абіджан) — французький футболіст, фланговий півзахисник клубу «Корона» (Кельце).
Виступав, зокрема, за клуб «Осер», а також національну збірну Франції.
Чемпіон Італії. Володар Кубка Франції. У складі збірної — володар Кубка Конфедерацій.

## Клубна кар'єра
Народився 27 вересня 1980 року в місті Абіджан. Вихованець футбольної школи клубу «Осер». Дорослу футбольну кар'єру розпочав 1999 року в основній команді того ж клубу, в якій провів п'ять сезонів, взявши участь у 119 матчах чемпіонату. Більшість часу, проведеного у складі «Осера», був основним гравцем команди. За цей час виборов титул володаря Кубка Франції.
Згодом з 2004 по 2014 рік грав у складі команд клубів «Ювентус», «Монако», «Леванте», «Бірмінгем Сіті», «Віган Атлетік», «Булонь», «Селтік», «Аль-Аглі», «Осер» та «Левадіакос». Протягом цих років додав до переліку своїх трофеїв титул чемпіона Італії.
До складу клубу «Корона» (Кельце) приєднався 2014 року.

## Виступи за збірну
2002 року дебютував в офіційних матчах у складі національної збірної Франції. Наразі провів у формі головної команди країни 9 матчів, забивши 3 голи.
У складі збірної був учасником розіграшу Кубка конфедерацій 2003 року у Франції, здобувши того року титул переможця турніру.

## Статистика виступів

### Статистика клубних виступів
| Сезон             | Команда           | Чемпіонат         | Чемпіонат | Чемпіонат | Національний кубок | Національний кубок | Національний кубок | Континентальні кубки | Континентальні кубки | Континентальні кубки | Усього | Усього |
| Сезон             | Команда           | Ліга              | Ігор      | Голів     | Ліга               | Ігор               | Голів              | Ліга                 | Ігор                 | Голів                | Ігор   | Голів  |
| ----------------- | ----------------- | ----------------- | --------- | --------- | ------------------ | ------------------ | ------------------ | -------------------- | -------------------- | -------------------- | ------ | ------ |
| 1998-99           | Осер              | Л1                | 1         | 0         | КФ+КЛ              | 0+2                | 0                  | Інтертото            | 0                    | 0                    | 3      | 0      |
| 1999-00           | Осер              | Л1                | 15        | 3         | КФ+КЛ              | 1+1                | 0                  | —                    | —                    | —                    | 17     | 3      |
| 2000-01           | Осер              | Л1                | 29        | 4         | КФ+КЛ              | 3+2                | 0                  | Інтертото            | 8                    | 1                    | 42     | 5      |
| 2001-02           | Осер              | Л1                | 25        | 4         | КФ+КЛ              | 0+2                | 0                  | —                    | —                    | —                    | 27     | 4      |
| 2002-03           | Осер              | Л1                | 21        | 6         | КФ+КЛ              | 2+0                | 0                  | ЛЧ+КУЄФА             | 6+2                  | 1+0                  | 31     | 7      |
| 2003-04           | Осер              | Л1                | 29        | 2         | КФ+КЛ              | 3+4                | 1+0                | КУЄФА                | 5                    | 1                    | 42     | 5      |
| 2004-05           | Ювентус           | A                 | 14        | 0         | КІ                 | 2                  | 0                  | ЛЧ                   | 3                    | 0                    | 19     | 0      |
| 2005-06           | Монако            | Л1                | 25        | 5         | КФ+КЛ              | 0+1                | 0                  | ЛЧ+КУЄФА             | 1+5                  | 0+2                  | 32     | 7      |
| 2006-07           | Леванте           | ПД                | 30        | 5         | КІ                 | 2                  | 0                  | —                    | —                    | —                    | 32     | 5      |
| 2007-08           | Бірмінгем         | ПЛ                | 26        | 5         | КА+КЛ              | 0                  | 0                  | —                    | —                    | —                    | 26     | 5      |
| 2008-09           | Віган             | ПЛ                | 19        | 1         | КА+КЛ              | 1+1                | 0+1                | —                    | —                    | —                    | 21     | 2      |
| 2009-10           | Віган             | ПЛ                | 1         | 0         | КА+КЛ              | 0                  | 0                  | —                    | —                    | —                    | 1      | 0      |
| Всього Віган      | Всього Віган      | Всього Віган      | 20        | 1         |                    | 2                  | 1                  |                      |                      |                      | 22     | 2      |
| 2009-10           | Булонь            | Л1                | 16        | 2         | КФ+КЛ              | 1+0                | 0                  | —                    | —                    | —                    | 17     | 2      |
| 2010-11           | Селтік            | ШПЛ               | 2         | 0         | КШ                 | 0                  | 0                  | ЛЧ+ЛЄ                | 0                    | 0                    | 2      | 0      |
| 2010-11           | Аль-Ахлі          | КСЛ               | 5         | 2         | —                  | —                  | —                  | —                    | —                    | —                    | 5      | 2      |
| 2011-12           | Осер              | Л1                | 15        | 4         | КФ+КЛ              | 0                  | 0                  | —                    | —                    | —                    | 15     | 4      |
| 2012-13           | Осер              | Л2                | 24        | 8         | КФ+КЛ              | 2+1                | 0                  | —                    | —                    | —                    | 27     | 8      |
| Всього Осер       | Всього Осер       | Всього Осер       | 159       | 31        |                    | 23                 | 1                  |                      | 21                   | 3                    | 204    | 36     |
| 2013-14           | Левадіакос        | СЛГ               | 19        | 2         | —                  | —                  | —                  | —                    | —                    | —                    | 4      | 1      |
| Всього за кар'єру | Всього за кар'єру | Всього за кар'єру | 301       | 52        |                    | 31                 | 2                  |                      | 30                   | 5                    |        |        |

## Титули і досягнення
- Чемпіон Італії (1):

«Ювентус»: 2004-05
- Володар Кубка Франції (1):

«Осер»: 2002-03
- Володар Кубка Конфедерацій (1):

2003